# 離子夾

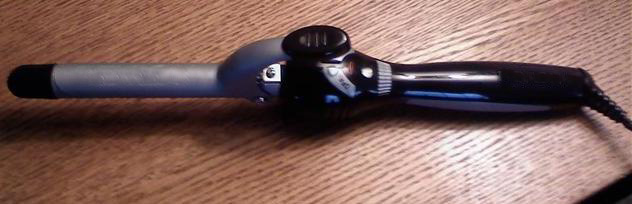
一个电子直髮器

離子夾是美髮造型電器，亦稱為直髮夾，屬於整髮器，主要原理為透過電力加熱兩片面板，並以手動方式逐一分次夾取適當髮量，藉由高溫面板使捲曲毛髮變得直順。離子夾可將不規則或捲曲髮燙平，過程中因順向滑動燠熱，可彙整毛鱗片使其閉合，故適當使用離子夾可使原本捲曲頭髮變得光亮直順。

## 規格材質
離子夾為使用於不同部位並配合頭髮長度，面板寬度規格從1.3公分至5.1公分較廣泛，主要原理為較短髮適用較窄面板，如瀏海適用較細面板，長髮適合較寬之原理；主要目的為節省操作時間與使用過程流暢性。離子夾加熱溫度多數為攝氏80度至240度，使用過程應注意高溫面板，避免接近頭皮，以免高溫燙傷。
面板材質主要有鈦合金、陶瓷、電氣石、金屬、鈦陶瓷等作為導熱面板基底材質，面板使用過程接觸頭髮容易產生正離子，故多數面板會塗裝（噴漆）陶瓷元素，使其於使用過程產生「負離子」以中和正離子，此方式較不易產生靜電，為目前主流生產加工方式。

## 歷史
據悉於1872年埃丽卡·费尔德曼首次以兩片鐵片加熱後使用於頭髮上，做為美髮造型矯正輔助使用；直至1912年其被改良為電器加熱方式，此發明於數十年間流行但不易於市場購得，僅限於專業沙龍設計師使用，直至1990年代後期此產品才出現在一般零售市場，並廣為美髮設計師及普羅大眾使用且推廣至世界各地。